# Un soir de rafle
Pour plus de détails, voir Fiche technique et Distribution.
Un soir de rafle est un film français réalisé par Carmine Gallone, sorti en 1931.

## Synopsis
La fin de carrière de boxeur de Georget. Georget , un matelot se rend à Paris. Il se retrouve dans un quartier de prostituées.  Ce soir là  la police y fait une rafle,et il protège Mariette qui se trouvait là en la faisant passer pour sa femme. Mariette l'invite à la rejoindre chez elle mais dit vivre avec Bobby que Georget prend pour son souteneur. Georget hésite à affronter Bobby mais monte neanmoins chez Mariette. En fait Bobby est son chat et Mariette est artiste. Georget participe à un combat de boxe amateur qu'il gagne. Puis au championnat de France à la Salle Wagram et il devient champion de France. Il délaisse alors Mariette pour Yvonne une femme du monde. Mariette est effondrée et pleure de chargrin. Mais Georget perd le combat suivant et il revient vers Mariette.

## Fiche technique
- Réalisation : Carmine Gallone
- Scénario et dialogues : Henri Decoin, Jacques Natanson et Jacques Théry
- Adaptation : Henri-Georges Clouzot
- Musique : Georges Van Parys et Philippe Parès
  - chanson : « Si l'on ne s'était pas connus » (de Parès, Van Parys et Lelièvre fils ; chantée par Albert Préjean)
- Photographie : Léonce-Henri Burel et Nicolas Toporkoff
- Montage : Liliane Korb et Kenout Peltier
- Production : Les Films Osso
- Directeur de production : Emile Darbon
- Pays d'origine :  France
- Format : Noir et blanc - Mono
- Genre : Film dramatique
- Durée : 109 minutes
- Date de sortie : 
  - France - 9 juillet 1931
- Affiches : Roland Coudon, Germaine Marx (France)

## Distribution
- Albert Préjean : Georget
- Annabella : Mariette
- Lucien Baroux : le baron Stanislas
- Edith Méra : Yvonne
- Jacques Lerner : Fred
- Constant Rémy : Charly